# Die Kümmeltürkin geht
Die Kümmeltürkin geht ist ein deutscher Kinofilm aus dem Jahr 1985 von Jeanine Meerapfel. Die 88-minütige Mixtur aus Dokumentar- und Spielfilm gewann 1985 den INTERFILM Award / Otto-Dibelius-Preis im Forum der Internationalen Filmfestspiele von Berlin.

## Hintergrund
Die Türkin Melek Tez kommt 1970 als junge Arbeitsmigrantin nach Berlin. Zunächst versucht Tez Anfeindungen und alltäglichem Rassismus in Deutschland Humor und Ironie entgegenzusetzen. Doch nach fast 15 Jahren resigniert die eigentlich starke Frau und trifft Vorbereitungen für ihre Heimkehr in die Türkei.
„Kümmeltürkin“ ist eine ironische Selbstbezeichnung Tez' nach den ersten Erfahrungen in ihrem neuen Umfeld.

## Filmstruktur
Der Film montiert Dokumentar-, Interview- und nachgespielte Szenen zu einem individuellen Lebensbild einer türkischen Arbeitsmigrantin in Deutschland.

## Kritiken
„Die Kümmeltürkin geht ist ein Film mehr der Fragen als der Antworten. Er stellt das übliche Bild von Türken in Deutschland auf den Kopf. Hier geht es nicht um eine Großfamilie mit dominantem Vater, ängstlicher Mutter und rebellierenden Kindern, sondern um eine alleinstehende Frau, eine Großstädterin, die sich einmal bewußt als Türkin verkleidet, mit Kopftuch und langem Rock.“

„Jeanine Meerapfel schuf mit ihrer Semidokumentation (…) einen Porträtfilm, der sich bewußt auf den Einzelfall konzentriert, um ‚Anteilnahme zu mobilisieren‘.“

## Auszeichnung
- INTERFILM Award / Otto-Dibelius-Preis 1985